# Svojek
Obec Svojek se nachází v okrese Semily, kraj Liberecký. Žije zde 185 obyvatel.

## Historie
První písemná zmínka o obci pochází z roku 1401.

## Pamětihodnosti
- špýchar u čp. 28
- Venkovský dům čp. 4
- Venkovská usedlost čp. 33

## Části obce
- Svojek
- Tample